# Copa dos Campeões 2000
In 2000 werd de eerste editie van de Copa dos Campeões gespeeld. De competitie werd gespeeld van 22 juni tot 25 juli. 
Er namen negen teams deel. In de kwalificatie namen de winnaars van de Copa Centro-Oeste, Copa Norte en de verliezend finalist van de Copa do Nordeste het tegen elkaar op. Palmeiras werd kampioen en mocht hierdoor deelnemen aan de Copa Libertadores 2001.

## Deelnemers
| Club            | Geklassifiseerd als            |
| --------------- | ------------------------------ |
| América Mineiro | Kampioen Copa Sul-Minas        |
| Cruzeiro        | Vicekampioen Copa Sul-Minas    |
| Flamengo        | KampioenCampeonato Carioca     |
| Goiás           | Kampioen Copa Centro-Oeste     |
| Palmeiras       | Kampioen Torneio Rio-São Paulo |
| São Paulo FC    | Kampioen Campeonato Paulista   |
| São Raimundo    | Kampioen Copa Norte            |
| Sport do Recife | KampioenCopa do Nordeste       |
| Vitória         | Vicekampioen Copa do Nordeste  |

## Kwalificatie
| Plaats | Club         | Wed. | W | G | V | Saldo | Ptn. |
| ------ | ------------ | ---- | - | - | - | ----- | ---- |
| 1.     | Goiás        | 2    | 1 | 1 | 0 | 5:2   | 4    |
| 2.     | Vitória      | 2    | 0 | 2 | 0 | 3:3   | 2    |
| 3.     | São Raimundo | 2    | 0 | 1 | 1 | 3:6   | 1    |

## Kwartfinale
| Team #1         | Tot.  | Team #2         | 1ste wed | 2de wed |
| --------------- | ----- | --------------- | -------- | ------- |
| América Mineiro | 2 - 4 | Sport do Recife | 2 - 1    | 0 - 3   |
| São Paulo FC    | 2 - 0 | Vitória         | 0 - 0    | 2 - 0   |
| Palmeiras       | 4 - 2 | Cruzeiro        | 3 - 1    | 1 - 1   |
| Flamengo        | 4 - 2 | Goiás           | 3 - 2    | 1 - 0   |

## Halve finale
| Team #1         | Tot.             | Team #2      | 1ste wed | 2de wed |
| --------------- | ---------------- | ------------ | -------- | ------- |
| Flamengo        | 2 - 2 (4-5 n.p.) | Palmeiras    | 2 - 1    | 0 - 1   |
| Sport do Recife | 4 - 3            | São Paulo FC | 1 - 2    | 3 - 1   |

## Finale
|                |                          |       |                 |                                               |
| 25 juli Finale | Palmeiras                | 2 – 1 | Sport do Recife | Estádio Rei Pelé, Maceió Toeschouwers: 22.560 |
| 25 juli Finale | Asprilla 32' Alberto 54' |       | 46' Nildo       | Estádio Rei Pelé, Maceió Toeschouwers: 22.560 |